# (10875) Veracini
(10875) Veracini (1996 TG28) – planetoida z pasa głównego asteroid okrążająca Słońce w ciągu 4,53 lat w średniej odległości 2,74 j.a. Odkryta 7 października 1996 roku.